# Jambyn Batmönkh
Jambyn Batmönkh (em mongol: Жамбын Батмөнх; 10 de março de 1926 - 14 de maio de 1997) foi um líder político comunista mongol e professor de economia. Ele foi o líder da Mongólia durante sua transição para a democracia em 1990.

## Início de vida
Batmönkh nasceu em 1926. Ao começar a escola primária, ele tomou o nome de seu irmão, Jamba, como um sobrenome. Depois de se formar na sétima série em seu Uvs aimag nativo, ele entrou no programa preparatório de dois anos da Universidade Nacional da Mongólia. De 1947 a 1951, estudou na Escola de Economia da Universidade Nacional.
Ele conheceu sua futura esposa quando ambos tinham 16 anos. Tanto Batmönkh quanto Daariimaa estavam alojados no mesmo dormitório, quando estudavam na Escola de Economia da Universidade Nacional da Mongólia e na Faculdade Técnica Agrícola, respectivamente. Eles se casaram um ano depois. Daariimaa trabalhou por 33 anos na Biblioteca da Universidade Nacional da Mongólia, até 1988, quando se aposentou.

## Carreira política
Batmönkh tornou-se membro do Partido Revolucionário Popular da Mongólia (PRPM) em 1948. Em 1951, Batmönkh começou a trabalhar como professor na Universidade Pedagógica. Em 1973, depois de trabalhar como professor e diretor na universidade por mais de vinte anos, foi promovido a Ministro da Ciência (Superintendente do Departamento de Educação Científica do Bureau Central do Partido). Na primavera de 1974, ele foi promovido a vice-presidente do Conselho de ministros do MPRP. Em junho de 1974, durante uma Sessão do Grande Khural do Povo, ele foi promovido a Presidente do Conselho de ministros, um cargo análogo ao Primeiro-ministro.

## Liderança da Mongólia (1984-1989)

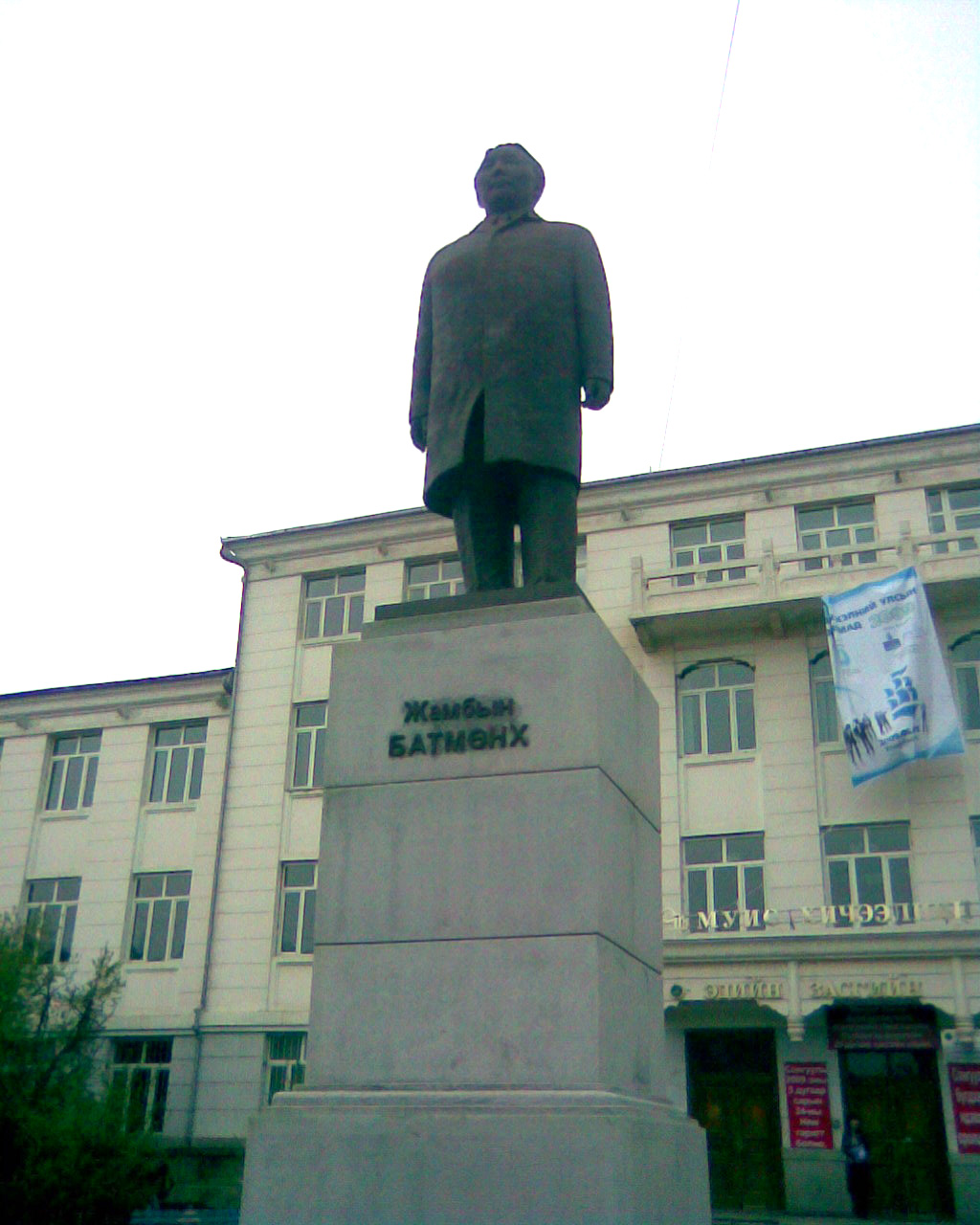
Estátua de Batmönkh em frente a Universidade Nacional (Mongólia)

Em 1984, junto com D. Molomjamts, Batmönkh desempenhou um papel fundamental para facilitar a saída de Tsedenbal do poder. Em 1984, ele se tornou Chefe de estado quando o líder de longa data do partido, Yumjaagiin Tsedenbal, foi deposto em um congresso do partido. Batmönkh fortaleceu a aliança da Mongólia com a União Soviética, mas como em muitos outros países comunistas, houve muita pressão para o partido abrir mão do poder. Ele também pediu a melhoria das relações com a China, dizendo durante uma reunião com o presidente Kim Il-sung durante uma visita de estado a Pyongyang em novembro de 1986 que "a renovação do desenvolvimento das relações sino-mongol é importante para o interesse comum dos dois países".
O reinado de Batmönkh contribuiu para a criação de grande energia (a construção das usinas de Ulan Bator e Erdenet e a conexão da rede elétrica de alta potência central com a rede siberiana da União Soviética) e a mineração (o início das operações do carvão de Erdenet e Baganuur) minas e mina de gesso Bor-Ondor), juntamente com várias outras fábricas de produção leve e processamento de alimentos.

## Papel na Revolução mongol de 1990
No final de 1989, o movimento democrático ganhou força. Em março de 1990, a primeira aliança democrática, chamada Ardchilsan Kholboo (União Democrática da Mongólia), lançou uma greve de fome pedindo que o governo comunista liderado por Batmönkh se demitisse.
Batmönkh decretou que a única maneira de acabar com a situação era a renúncia do Politburo do MPRP e mantinha uma política rígida de nunca usar a força. Um livro foi posteriormente publicado com o título "Nunca use força". Após discussões com os membros do Politburo e após o 8º Congresso do Comitê Central do Partido, o MPRP deixou oficialmente o poder em 9 de março de 1990.

A viúva de Batmönkh mais tarde relatou: 
"Era março de 1990. Batmönkh estava sentado em casa, preparando-se para seu discurso no 8º Congresso do MPRP. O telefone tocou e, depois de falar um pouco, ele disse repentinamente:" Nós poucos mongóis nunca devemos dar o nariz um ao outro  sangrar "e jogou o telefone fora. Não era típico dele, ele era uma pessoa muito calma. Ele então disse:" Alguns líderes se reuniram e me pediram para assinar algo. Eu vou lá e volto ".
Ele continuou pedindo sua gravata, sem perceber que estava bem ao lado dele. Para pensar agora, estava muito perturbado e nervoso. Saiu sem comer, apenas tomando um copo  de chá na porta. Fiquei em casa, nervosa por os manifestantes terem entrado em conflito lá fora. Na realidade, eles (outros membros do Politburo e autoridades) pediram que ele assinasse uma minuta de um decreto para reprimir e dispersar o protesto do lado de fora. As pessoas presentes lá mais tarde lembraram que Batmönkh disse: 
"Eu nunca vou assinar isso. Nós, poucos mongóis, ainda não chegamos ao ponto de fazer sangrar o nariz um do outro ", bateu na mesa e saiu da sala". "Ele se demitiu quando chegou em casa naquela noite. Ele não disse o que aconteceu comigo em detalhes. Ele nunca foi uma pessoa para falar muito sobre trabalho. Ele era uma pessoa muito calma".
Disse a viúva.

## Após a aposentadoria
Em 1990, a maioria dos membros de sua família ficou desempregada após ser acusada de corrupção política. Ele e a esposa fizeram pão e venderam deel e gutals. De 1992 até sua morte, ele viveu em Dambadarjaa (distrito de Sukhbaatar), plantando legumes e frutas.
Ele criticou em particular o novo governo (particularmente Punsalmaagiin Ochirbat, o novo presidente) após sua aposentadoria. Ele morreu em 1997.

## Na cultura popular
O papel de Batmönkh no movimento democrático de 1990 foi dramatizado no filme mongol de 2016 "Don't Forget" ("Бүү март").